# 凱代尼艾

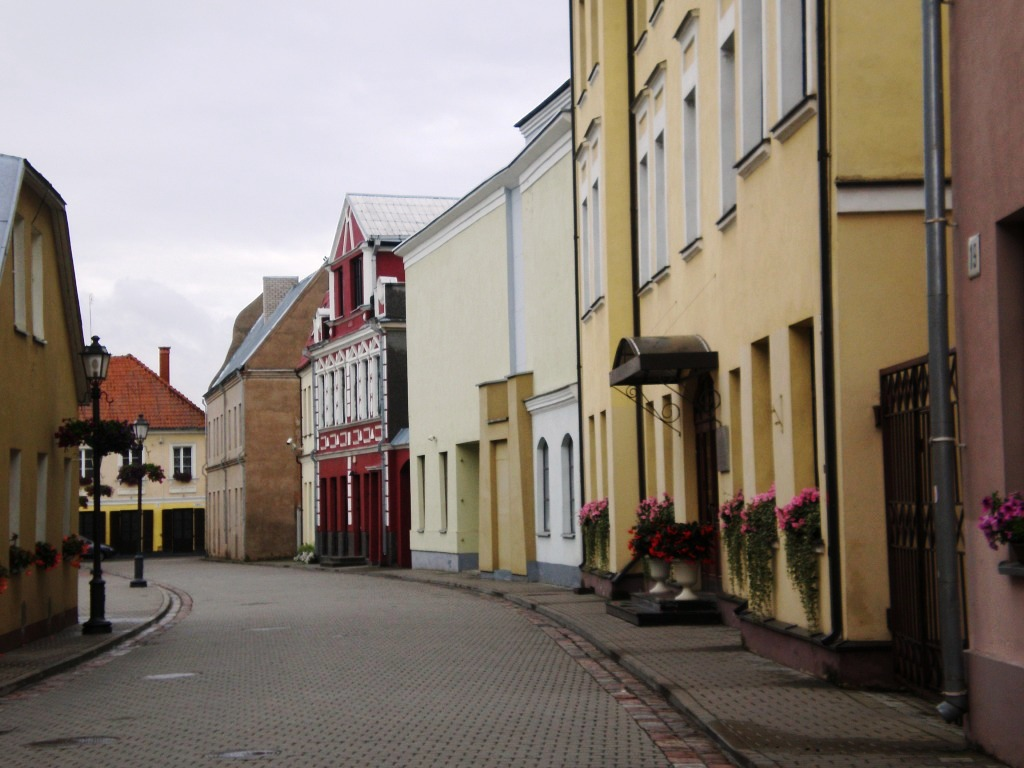

凱代尼艾（立陶宛語：[kʲeːˈdâːɪ.nʲɛɪ̯ˑ] ⓘ）是立陶宛的城市，位於考那斯以北51公里的內韋日斯河畔，由考那斯縣管轄。海拔高度39米，2008年人口30,214。

## 历史
第二次北方战争的瑞典洪流期间，以亚努什·拉齐维乌亲王为代表的立陶宛大公国贵族与瑞典国王卡爾十世于1655年10月20日在凱代尼艾城堡签订了《凯代尼艾联盟条约》。
第二次世界大戰期間，鎮上的猶太人居民在1941年8月28日被納粹德國全數殺害。

## 外部連結
- History of Kėdainiai
- www.kedainiai.lt* （页面存档备份，存于）
- Article on Kedainiai's Jewish community（页面存档备份，存于）
- JRK Center College of Janusz Radziwiłł